# Toeristische geografie
Toeristische geografie is een deelwetenschap van de sociale geografie. Men bestudeert onder meer de mate of mogelijkheid van toeristische activiteit in een bepaald gebied. Toeristisch geografen zijn actief bij zowel de ruimtelijke analyse van het toeristische aanbod als bij de analyse van het ruimtelijk gedrag van toeristen.
Toeristisch geografen adviseren ondernemers waar zich de meest aantrekkelijke toeristische locaties zich bevinden zodat deze daar hun bedrijven kunnen exploiteren. Dit kan gaan om de bouw van hotels, maar ook om de ontwikkeling van geheel nieuwe vormen van toerisme in een gebied, zoals watersport in voorheen onbekende gebieden of het maken van excursies door natuurparken.
Voor een overzicht van het wetenschapsgebied zie Geografie van recreatie en toerisme

## Het toeristische aanbod
Het voor toeristen interessante aanbod aan attracties en faciliteiten ligt doorgaans niet toevallig gespreid in een bepaald gebied. Geografen maken een inventarisatie van de aanwezige attracties en voorzieningen en bepalen dan de sterke en zwakke kanten van het regionale toeristische aanbod. Men maakt daarbij gebruik van concentratiematen, clusteranalyse en potentiaalanalyse. Voor de bestudering van de ontwikkeling in de tijd van een toeristisch gebied maken geografen gebruik van een ruimtelijke variant van de productlevenscyclus. Ook wordt de uit de marketing bekende portfolio-analyse toegepast op toeristische plaatsen en gebieden.

## Toeristisch gedrag
Het ruimtelijk gedrag van toeristen kan op verschillende manieren worden beschreven en geanalyseerd. Gebruikelijk zijn enquêtes onder toeristen, waarbij wordt gevraagd naar herkomst, bezoekmotief, de bezochte attracties en de uitgaven. Multivariate statistische technieken worden dan ingezet om patronen in het verzamelde empirische materiaal te ontdekken. Ook wordt onderzoek gedaan naar het tijd-ruimtegedrag. Dit type onderzoek komt weinig voor gezien de kosten die ermee gemoeid zijn. Op basis van dit type onderzoek kan voor een gebied of plaats worden vastgesteld wat de voorkeursgebieden en/of –attracties zijn. Zo kunnen tevens de sterke en zwakke kanten van het regionale of lokale aanbod worden blootgelegd. Steeds belangrijker is bij het geografisch onderzoek naar de vraagzijde van het toeristisch product de betekenis van de immateriële facetten. Daaronder worden begrepen de rol van de beeldvorming, het verwachtingspatroon, ruimtelijke symbolen, media en de illusie bij de keuze van vakantiegebieden.

## Positieve en negatieve effecten
Een derde onderzoeksterrein binnen de toeristische geografie betreft het onderzoek naar de positieve en negatieve effecten van de toeristische industrie en de toeristen.
Onder de positieve effecten kunnen de bijdragen aan de lokale en regionale werkgelegenheid worden gerekend. Verder levert toerisme een bijdrage aan het in stand (en betaalbaar) houden van bepaalde voorzieningen vooral in kleinere leefgemeenschappen.
Veel aandacht is er de laatste tijd voor de negatieve effecten op het milieu en de lokale leefbaarheid. In veel gebieden is het effect van het toerisme dusdanig dat natuur en milieu ernstig te lijden hebben. Grote verkeerscongestie en daaraan gerelateerde uitstoot van schadelijke stoffen, degradatie van kwetsbare natuurgebieden (kustgebieden en wintersportgebieden in het bijzonder), horizonvervuiling door grootschalige hotel- en appartementenbouw en de aantasting van het gevoel van leefbaarheid voor de lokale bevolking zijn slechts een greep uit een lange lijst van problemen. Geografische onderzoek wordt ingezet om ideeën te ontwikkelen voor een duurzaam toerisme.